# Eta Ursae Minoris
η Ursae Minoris (Eta Ursae Minoris, η UMi) ist ein Hauptreihenstern im Sternbild des Kleinen Bären. Er ist knapp 100 Lichtjahre entfernt und etwas massereicher und größer als die Sonne. Mit einer Oberflächentemperatur von 6400 Kelvin gehört er der Spektralklasse F5 an.
Zusammen mit dem Roten Zwerg NLTT 42620 bildet η Ursae Minoris ein Eigenbewegungspaar. Der Begleiter ist vom Spektraltyp M4 und hat eine scheinbare visuelle Helligkeit von 15,1 mag; sein Winkelabstand beträgt 228", der Positionswinkel 125°.
η Ursae Minoris trägt die historischen Eigennamen Anwar Al Farkadain sowie Alasco. Der arabische Name (arabisch أنور الفرقدين, DMG Anwar al-farqadain) bedeutet „das hellere der beiden Kälber“, ursprünglich wurde damit β Ursae Minoris (Kochab) bezeichnet, ein anderer Stern des Sternbildes. Dessen namentliches Pendant „das dunklere der beiden Kälber“ – Alifa al Farkadain – war früher γ Ursae Minoris (Pherkad). Später wurde der Name Alifa Al Farkadain auf ζ Ursae Minoris übertragen, der jedoch heller ist als η UMi (Anwar Al Farkadain).